# 변광성

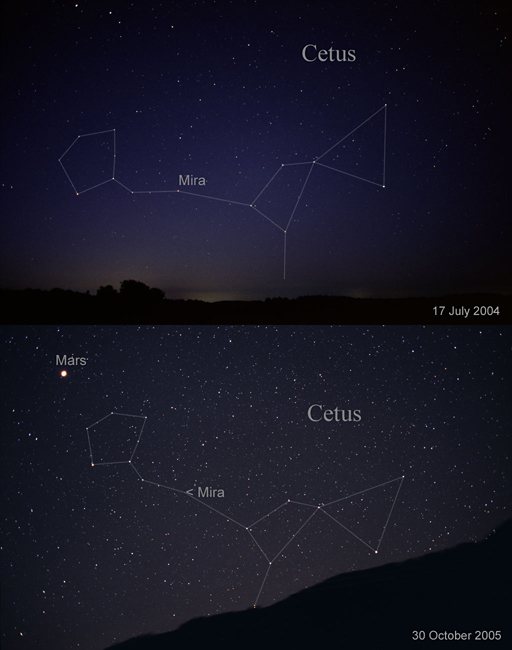

변광성(變光星)은 광도가 변하는 별이다. 별 자체의 밝기가 변하는 종류와 식(蝕) 등의 이유로 겉보기 밝기가 변하는 종류가 있다.
세페이드 변광성은 그 밝기가 변광주기와 일정한 관계에 있기 때문에 중요하다. 변광주기를 관측하면 별의 밝기를 구할 수 있고, 이를 별의 겉보기 밝기와 비교하면 별까지의 거리를 구할 수 있다. 세페이드 변광성의 관측은 가까운 은하까지의 거리를 구하는 데에 쓰이고 있다.

## 발견
1596년 데이비드 파브리시우스는 고래자리 오미크론이 주기적으로 시야에서 사라졌다 나타나는 것을 발견했다. 1642년 요하네스 헤벨리우스는 이 별에 미라(Mira, 놀라움이라는 의미)라는 이름을 붙였다. 이러한 변광성과 1572년·1604년에 관측된 초신성을 통해 아리스토텔레스와 고대의 천문학자들이 생각했던 "하늘은 불변한다"는 주장이 옳지 않음이 증명되었고, 16세기와 17세기 초 천문학계의 발전이 촉진되었다.
1786년까지 12개의 변광성이 확인되었다. 제미니아노 몬타나리가 1669년 알골이 식쌍성의 성질을 보임을 발견하여 최초로 식쌍성을 확인한 천문학자가 되었다. 존 구드리케는 1784년 알골의 밝기에 대해 정확한 분석을 했다. 1850년대 이후 변광성의 발견 속도는 매우 빨라졌으며, 특히 1890년대 이후 사진술에 의해 변광성을 발견하는 것이 가능하게 되었다.
2003년 업데이트된 변광성 총괄 목록 최신판에는, 우리 은하에 존재하는 4만 개 이상의 변광성, 다른 은하에 있는 1만 개의 변광성, 변광성으로 추측되는 1만 개의 천체들이 수록되어 있다.

## 밝기가 변하는 원인
별이 밝기를 바꾸는 데에는 크게 나누어 두 가지 원인이 있다. 하나는 별이 다른 별에 의해서 때때로 가려지기 때문인데, 이것이 식변광성(蝕變光星)의 변광 이유이다. 또 하나는 별이 스스로 커졌다 작아졌다 하며 맥동(脈動)하기 때문에 생기는 변광인데, 이것을 본질적인 변광성이라고 말할 수 있다. 단주기 변광성인 세페우스 별 등은 이 종류이며, 미라와 같은 장주기 변광성도 아마 맥동이 주역할을 하고 있는 것으로 생각된다. 다만 미라형 변광성과 같이 명암의 차가 심한 것은 별이 맥동하는 것만으로는 설명되지 않으므로, 별이 맥동하면서 자신의 빛을 가리는 구름 같은 것을 뿜어내는 것이 아닐까 하는 설도 있다.

## 밝기와 변광주기와의 관계
맥동의 주기는 그 변광성의 밝기(절대등급)와 밀접한 관계가 있다. 이 관계는 관측 결과 알게 된 일이지만, 이론적으로도 설명이 된다. 큰 종을 치면 낮고 장중(莊重)한 소리가 나오고, 작은 종을 치면 높고 귀여운 소리를 낸다. 피아노 소리에 비유하면, 낮은 음을 내는 피아노선은 굵고, 높은 음을 내는 피아노선은 가늘다. 별의 맥동도 종의 진동이나 피아노선의 진동과 마찬가지여서, 큰 별(절대 등급이 밝은 별)의 진동 피치는 낮고 주기가 길며, 작은 별(절대등급이 어두운 별)의 진동 주기는 짧다. 맥동의 주기를 알면 그 변광성의 절대등급을 알 수 있으며, 이것과 겉보기의 밝기(등급)와의 차로부터 거리를 알 수 있다. 이 방법은 성단이나 외부은하계 성운의 거리를 재는 데 사용된다. 즉, 별이나 성운의 거리라고 하는 천문학의 어려운 문제가 맥동하는 단주기 변광성에 의해서 간단히 해결되는 것이다.

## 식변광성
식변광성이라 함은 2개의 별이 번갈아 상대방을 가리는 현상을 말하며, 별 자체는 맥동 등을 하지 않는 일정한 밝기의 별이다. 2개의 별이 서로 상대방의 주위를 공전하고 있는 것은 연성계(連星系)라 하여 별의 세계에서는 결코 진기한 일은 아니다.

## 같이 보기
- 중요한 변광성 목록
- 아르겔란더 명명법
- 미국 변광성 관측자 협회

## 참고 문헌
- 이 문서에는 다음커뮤니케이션(현 카카오)에서 GFDL 또는 CC-SA 라이선스로 배포한 글로벌 세계대백과사전의 내용을 기초로 작성된 글이 포함되어 있습니다.